# Pirog

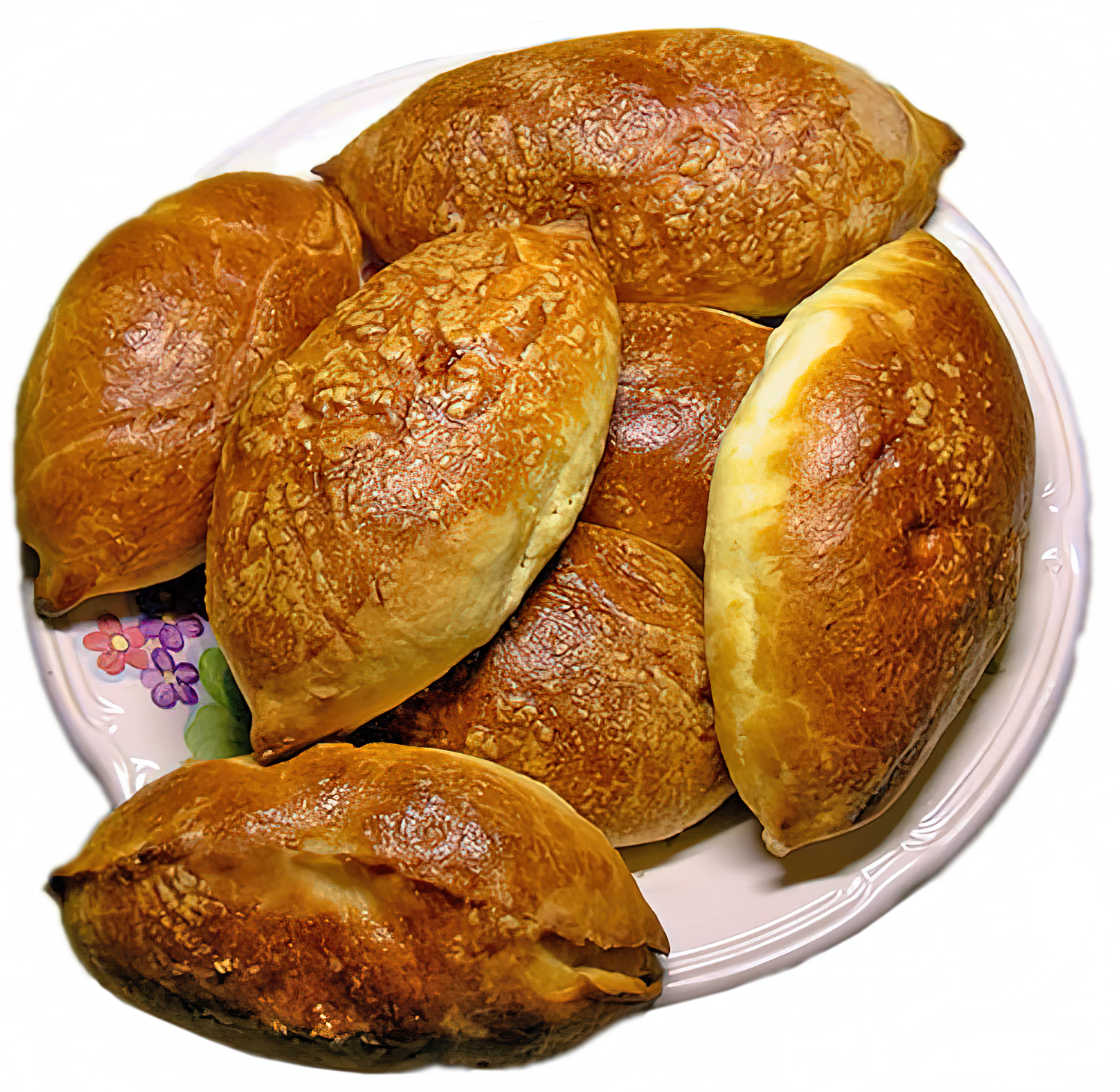
Ryska piroger

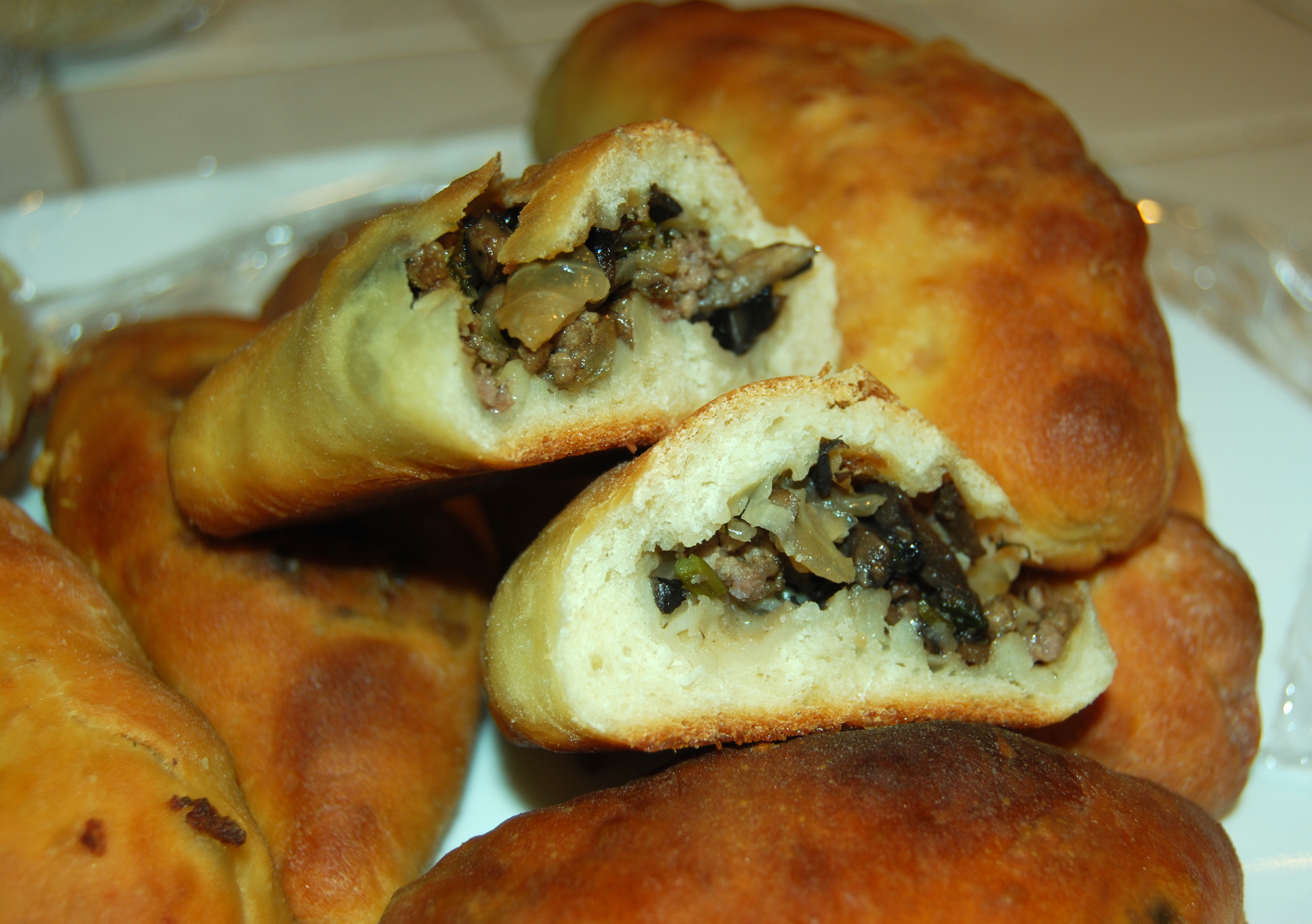
Piroger fyllda med köttfärs, ris, svamp och lök

Pirog är en maträtt bestående av deginbakad fyllning. Degen kan vara lagad av allt från potatis, mjöl eller majs och fyllningen kan bestå av exempelvis köttfärs, ris eller grönsaker. Piroger kan också serveras som dessert, fyllda med bär eller frukt, exempelvis blåbärspirog.

## Piroger över hela världen
Piroger förekommer i många länder; framförallt i Ryssland, där den är nationalrätt. Det förekommer i bland annat Finland där karelska piroger är ett vanligt inslag i husmanskosten. I Ukraina finns det många olika sorters piroger. Pirogerna kan vara fyllda med kött, svamp, kål eller ostmassa. Polska piroger är kokta, liksom de flesta kinesiska.
Nära besläktade med pirogerna är i Sverige kroppkakor och pitepalt. I Sverige populariserades maträtten när tillverkaren Dafgårds 1989 under perestrojkan lanserade den djupfrysta pirogen Gorby's, uppkallad efter Michail Gorbatjov.

## Etymologi
Ordet pirog kommer från ryskans пиро́г (pirog). Det ryska ordet betyder emellertid paj (vanligen stor som en tallrik) och de mindre bakverk som på svenska kallas pirog (stor som en smörgås) heter på ryska пирожо́к (pirozjok), en diminutiv av пиро́г, alltså en liten paj. Det finska ordet piirakka har behållit det ryska ordets betydelse som ett allmänt ord för paj.